# IVe concile de Tolède
Le quatrième Concile de Tolède s'est tenu à Tolède, dans le royaume wisigoth, actuelle Espagne, en 633.

## Participants

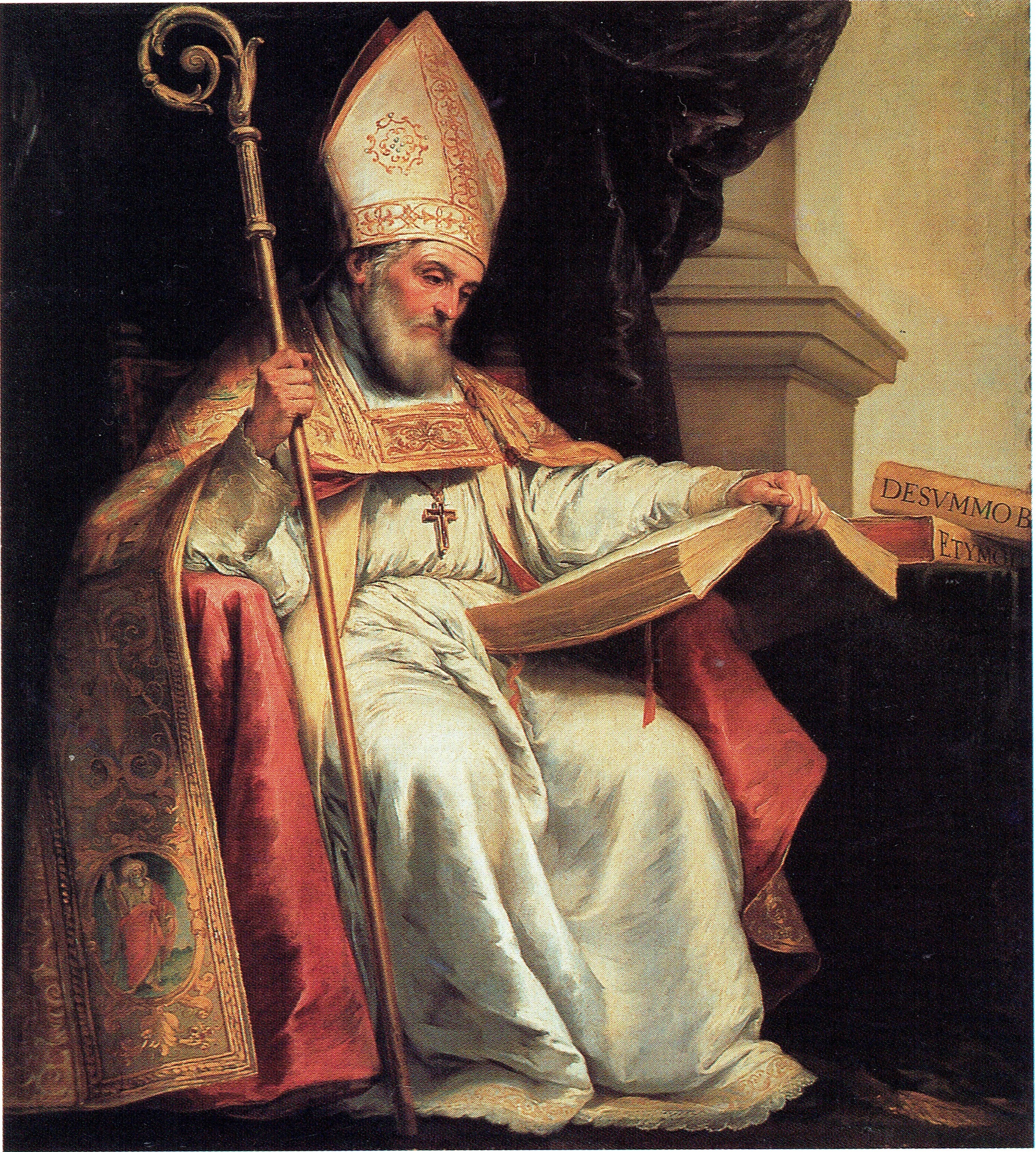
Isidore de Séville

Le concile fut probablement présidé par l'évêque Isidore de Seville, bien qu'il fût assez âgé. L'assemblée était composée des évêques des royaumes ibériques et de Septimanie, 66 en personne et 7 par procuration. Parmi les évêques étaient présents Pierre de Béziers, Acatulus d'Elne, Rémes-sarius ou Némessarius de Nîmes et Anatolius de Lodève. Génésius de Maguelone et Solemnius de Carcassonne n'y assistèrent que par leurs vicaires et envoyèrent à leur place, pour le premier Étienne, et pour l'autre Donellus, archidiacres de leurs églises.

## Déroulement
Le concile eut lieu dans l'église Sainte Léocadie de Tolède à partir du 5 décembre 633. Il fut sous l'influence et l'esprit d'Isidore. L'Eglise est alors libre et indépendante, mais encore liée à l'allégeance solennelle au roi.

## Canons
Soixante-quinze canons sont dressés. Le concile réglemente de nombreuses questions concernant la discipline ecclésiastique. Il décrète l'uniformité de la liturgie dans tout le royaume wisigothique. Il interdit la conversion forcée des juifs tout en obligeant ceux qui ont été baptisés contre leur gré de demeurer chrétiens. Il prend donc des mesures sévères contre ceux qui retourneraient dans leur ancienne foi. Il incorpore le Livre de l'Apocalypse de l'Apôtre Jean dans le canon des Écritures.
Il décrète également l'obligation pour les évêques de fonder des séminaires dans leurs évêchés, à l'instar de l'école fondée par Isidore de Séville, qui avait permis de contrer l'influence gothique. Ces séminaires devraient encourager l'étude du grec et de l'hébreu, le droit, la médecine et les arts libéraux.